# Charles Cools
Pour les articles homonymes, voir Cools (homonymie).
François Charles Jean Marie Cools, dit Karel, né le 28 mars 1852 à Lierre et y décédé le 25 juillet 1935 fut un homme politique belge catholique.

## Biographie
Cools est né dans une riche famille industrielle. Il fit des études d'ingénieur des Mines à l'Université catholique de Louvain (1873).
Il fut élu conseiller communal de Lierre (1912-1921), conseiller provincial de la province d'Anvers (1890-1907) et sénateur de l'arrondissement de Malines-Turnhout (1907-19).

## Honneurs
Il fut décoré de la Médaille de Commémoration du Règne de Léopold II; Chevalier et Officier de l'ordre de Léopold.

## Généalogie
- Il est le fils de Auguste (1816-1892) et Maria Van den Brande (1817-1877).
- Il est le frère du sénateur Auguste Cools.
- Il épousa en 1880 Maria Van de Wyngaert (1860-?);
  - Ils eurent trois enfants, Elisabeth (1881-?), Josephus (1884-?), Maria (1888-?).

## Sources
- Bio sur ODIS